# Заклікув
Заклікув (пол. Zaklików) — місто у Польщі, у Стальововольському повіті, Підкарпатського воєводства. Адміністративний центр місько-сільської гміни Заклікув.

## Історія
Початково на місці поселення існував замок. 1565 р. Станіславом Заклікою було закладено місто Заклікув з наданням магдебурзького права.
З 1795 р. Заклікув належав Австрії, з 1809 по 1815 рр. входив до складу Варшавського герцогства. З 1815 р. місто увійшло до складу Російської імперії. Кордон між Росією та Австрією проходив неподалік міста. Спогадом про це слугує давній прикордонний стовп, що зберігся у місті.
13 червня 1869 р. Заклікув було позбавлено міських прав. Містечко Заклікув було центром однойменної гміни Янівського повіту Люблінської губернії. 1911 р. у містечку мешкало 4 тисячі мешканців. 1915 р. у містечку відкрито залізничну станцію.
З часів завершення 2 Світової війни і до 1975 р. Заклікув належав до Люблінського воєводства, з 1975 по 1998 рр. до Тарнобжезького воєводства. З 1999 р., після укрупнення воєводств, містечко у складі Стальовольського повіту увійшло до складу Підкарпатського воєводства, яке ототожнюється із давньою Галичиною, до якої Заклікув ніколи не належав. Це викликало протести частини мешканців, що пам'ятали про багаторічні зв'язки зі значно ближчим Любліном, аніж далеким Ряшевом. Тому у гміні 2000 р. відбувся перший у Польщі місцевий референдум, що мав засвідчити приналежність гміни до іншого воєводства. Однак з огляду на позицію мешканців інших поселень гміни та сильні зв'язки місцини із поблизьким металургійним комбінатом Стальова Воля, референдум виграли ті, хто бажав залишитись у складі Стальовольського повіту. Заледве 20% мешканців проголосували за приєднання до Красницького повіту Люблінського воєводства.
Водночас з 1990 р. постало питання про повернення Заклікуву статусу міста. 1 січня 2014 р. Заклікув здобув міські права.

## Пам'ятки
- Дерев'яний костел Св. Анни (1580 р.)
- Костел Св. Трійці (17 ст.)